# Sân bay quốc tế Tocumen
Sân bay quốc tế Tocumen (tiếng Tây Ban Nha: Aeropuerto Internacional de Tocumen) (IATA: PTY, ICAO: MPTO) là một sân bay quốc tế nằm 24 km (15 dặm) từ Thành phố Panama, Panama. Trong năm 2006, sân bay này đã trải qua một sự mở rộng lớn và chương trình đổi mới nhằm hiện đại hóa và cải thiện cơ sở vật chất của nó. Nó hiện là sân bay duy nhất ở Trung Mỹ với hai đường băng đang sử dụng và cũng là sân bay lớn nhất và bận rộn nhất trong nước và Trung Mỹ tính thei lưu lượng hành khách.